# Войнов, Иван Петрович
Иван Петрович Войнов (?-1886) — российский купец первой гильдии и меценат.

## Биография
Сын Петра Войнова. Был гласным Тюменской городской думы. Владел домом на углу улиц Республики и Семакова. Возможно, там некоторое время выставлялась коллекция древностей, привезённая из Омска. Скончался в возрасте около 60 лет, как и обещал ранее, завещав на постройку роддома здание и капитал.

## Благотворительность
Открыл первый в Тюмени родильный дом, построил часовню (в деревне Букино, в честь коронования Александра III) и храм (в селе Мальковском). Был старостой над Успенским храмом. Также выделял значительные суммы денег на образование и нужды города.

### Тюменский роддом
Идею постройки роддома купец озвучил на экстренном заседании городской думы после неудачного покушения на Александра II в 1879 году. Император, узнав об этом, велел благодарить купца Войнова за пожертвование. Открылся роддом, который назвали Александровским (был и второй вариант название — Войновский), однако, уже после смерти Ивана Петровича и «удачного» покушения на царя-освободителя, в 1891. Задержка была вызвана медлительностью, волокитой и недоверчивостью городских властей, которые снова и снова сомневались в гарантиях Войнова и откладывали принятие решения. В 1900 году в роддоме было уже 10 коек. Улица, на которой он расположился, получила название Войновская (теперь Кирова). В 1909 из-за роста популярности родильного дома к нему был сделан пристрой. Разобран роддом был только в 2002 году. В 1930 в нём родился певец Юрий Гуляев, а в 1938 — писатель Владислав Крапивин.